# Кочуково (Удмуртия)
Кочуково — деревня в Юкаменском районе Удмуртии, в составе Шамардановского сельского поселения. Постоянное население 47 человек на 2007 год.

## История
В 1891 году в Кочуково насчитывалось 49 дворов и 374 жителя, а также 99 лошадей и 154 коровы.